# مهران احمدی (بازیکن فوتبال)
مهران احمدی (زادهٔ ۵ دی ۱۳۷۶) بازیکن فوتبال اهل ایران است که در پست هافبک هجومی برای باشگاه استقلال در لیگ برتر خلیج فارس بازی می‌کند.

## دوران باشگاهی

### ملوان بندرانزلی
مهران احمدی در ۲۲ شهریور ۱۴۰۰ با عقد قراردادی دوساله به باشگاه ملوان بندرانزلی در لیگ آزادگان پیوست و نقش مفیدی در قهرمانی ملوان در لیگ آزادگان و صعود به لیگ برتر خلیج فارس ایفا کرد.
وی در ۱۹ تیر ۱۴۰۲ پس از دو فصل حضور در ملوان قرارداد خود را به مدت یک فصل دیگر تمدید کرد.

### خیر خرم‌آباد
او در ۳ مرداد ۱۴۰۳ با عقد قراردادی به خیبر خرم‌آباد پیوست. این انتقال حواشی زیادی دربین داشت و باشگاه ملوان بندرانزلی معتقد بود که که مهران احمدی تحت قرارداد با ملوان است و نمی‌تواند برای تیم دیگر به میدان برود و از خیبر خرم‌آباد شکایت کرد که البته این ادعای ملوان رد شد و به دلیل اشتباه مدیریتی نتوانست این موضوع را ثابت کند.

### استقلال
پس از عملکرد خوب مهران احمدی در خیبر خرم‌آباد و جزو تکنیکی‌ترین بازیکنان لیگ بودن، تیم‌های مختلف لیگ برتری از جمله استقلال، پرسپولیس و سپاهان برای جذب وی تلاش کردند و در نهایت استقلال با پرداخت رضایتنامه در ساعات آخر نقل و انتقالات زمستانی، مهران احمدی را با قراردادی دو و نیم ساله بخدمت گرفت.

#### فصل ۰۴–۱۴۰۳
وی که از نیم فصل به استقلال اضافه شده بود از هفته هفدهم لیگ برتر ۰۴–۱۴۰۳، برای اولین بار با پیراهن استقلال مقابل استقلال خوزستان قرار گرفت و عملکرد خوب وی در اولین بازی مورد تعریف و تمجید هواداران و کارشناسان قرار گرفت.

## دوران ملی
وی در سال ۱۴۰۲ توسط امیر قلعه نویی به مینی کمپ تیم ملی فوتبال ایران دعوت شد اما فرصت بازی کردن با پیراهن تیم ملی را پیدا نکرد.

## آمار باشگاهی
| عملکرد باشگاهی | عملکرد باشگاهی | عملکرد باشگاهی | لیگ  | لیگ | جام  | جام | قاره‌ای | قاره‌ای | سایر | سایر | مجموع | مجموع |
| باشگاه         | لیگ            | فصل            | بازی | گل  | بازی | گل  | بازی   | گل     | بازی | گل   | بازی  | گل    |
| -------------- | -------------- | -------------- | ---- | --- | ---- | --- | ------ | ------ | ---- | ---- | ----- | ----- |
| استقلال        | لیگ برتر       | ۲۰۲۴–۲۰۲۵      | ۱۰   | ۰   | ۲    | ۰   | ۴      | ۰      | –    | –    | ۱۶    | ۰     |
| مجموع استقلال  | مجموع استقلال  | مجموع استقلال  | ۱۰   | ۰   | ۲    | ۰   | ۴      | ۰      | –    | –    | ۱۶    | ۰     |
| مجموع آمار     | مجموع آمار     | مجموع آمار     | ۱۰   | ۰   | ۲    | ۰   | ۴      | ۰      | –    | –    | ۱۶    | ۰     |

## افتخارات

### ملوان
- قهرمانی لیگ آزادگان: ۰۱–۱۴۰۰

### استقلال
- جام حذفی
  - قهرمان (۱): ۰۴–۱۴۰۳